# Calofulcinia elegans
Calofulcinia elegans är en bönsyrseart som beskrevs av Giglio-tos 1915. Calofulcinia elegans ingår i släktet Calofulcinia och familjen Iridopterygidae. Inga underarter finns listade i Catalogue of Life.